# 園相神社
園相神社（そないじんじゃ）は、伊勢神宮皇大神宮（内宮）の摂社。内宮の摂社27社のうち第3位である。
神宮の御園を守る神を祀る。

## 概要
三重県伊勢市津村町字白木723に鎮座する。倭姫命が定めた神社であるという。地域では鎮座地名を取って「白木さん」、「しろきの宮」と呼ばれ、厚い信仰を集めている。
まっすぐに伸びた杉の木立を抜け、長い参道を進むと社殿が現れる。参道入り口に享保甲辰（1724年）の銘がある禁殺生石が建つ。1990年（平成2年）時点の社地の面積は5,609m2であったが、隣接する三重県道22号伊勢南島線の拡幅工事のため753.9m2を三重県に譲渡した。社殿は神明造の板葺で、大きさは行9尺（≒2.7m）×妻7尺（≒2.1m）×高さ7.8尺（≒2.4m）である。玉垣・玉垣御門・鳥居を備える。古代の社殿は、長さ9尺（≒2.7m）×広さ7.5尺（≒2.3m）×高さ4.6尺（≒1.4m）の社殿を2棟有した。神体は石である。

## 祭神
祭神は、曽奈比比古命（そないひこのみこと）、御前神（みまえのかみ）。この地域の神であり、神宮の御園の守護神である。曽奈比比古命は大水上命（おおみなかみのみこと）の子であり、園作神（そのつくりのかみ）である。
歯痛にご利益があるという信仰がかつて存在し、全快すると萩の箸を12膳奉納するお礼参りの慣習があった。
古代には御前神を祀る御前社が存在していたが、文永3年（1266年）に造り替えられて以降、社殿の造り替えは行われなくなり、後に御前社は建てられなくなり、御前神は曽奈比比古命を祀る本社と同座することとなった。

## 歴史
宮川に沿って下ってきた倭姫命は、ここで園作神に天照大神への御園を奉られたため、この神社を定めたという。国津神を祭神とする神社は正税によって建て替えが行われたが、園相神社を含む格式の高い6社は内宮の遷御が完了すると造神宮使によって建て替えられた。『文永三年内宮遷宮記』に遷御が行われた記録が残されている。しかし応仁（1467年 - 1468年）の頃から造り替えが遅れ始め、やがて造り替えが行われないどころか社地すら不明となってしまった。
寛文3年（1663年）、大宮司の河邊精長（大中臣精長）は旧社地の探索を行い、『皇大神宮儀式帳』の記述「在沼木郷積良」などを参照し、度会郡積良村（現・玉城町積良）に9月22日（グレゴリオ暦：1663年10月22日）に社殿を造営、12月9日（グレゴリオ暦：1664年1月7日）に神遷を行って再興した。ただし再興地は疑義が出され、元禄4年12月23日（グレゴリオ暦：1692年2月9日）に大中臣長春は津村を旧社地であると定め、元禄7年3月26日（グレゴリオ暦：1694年4月20日）に神遷を行って現社地に移転した。
1958年（昭和33年）3月に造り替えが行われ、1981年（昭和56年）4月に大修繕が施された。

## 祭祀
三節祭（月次祭・神嘗祭）、祈年祭、新嘗祭、臨時奉幣祭の際には神職らが訪れ、社頭で祭祀を執り行う。それ以外の歳旦祭などは内宮の五丈殿で遥祀を行う。
なお日常の清掃等を行う役職として「祝部」が置かれており、神宮司庁から任命を受けた祝部が神社の奉護に当たる。

## 植物相

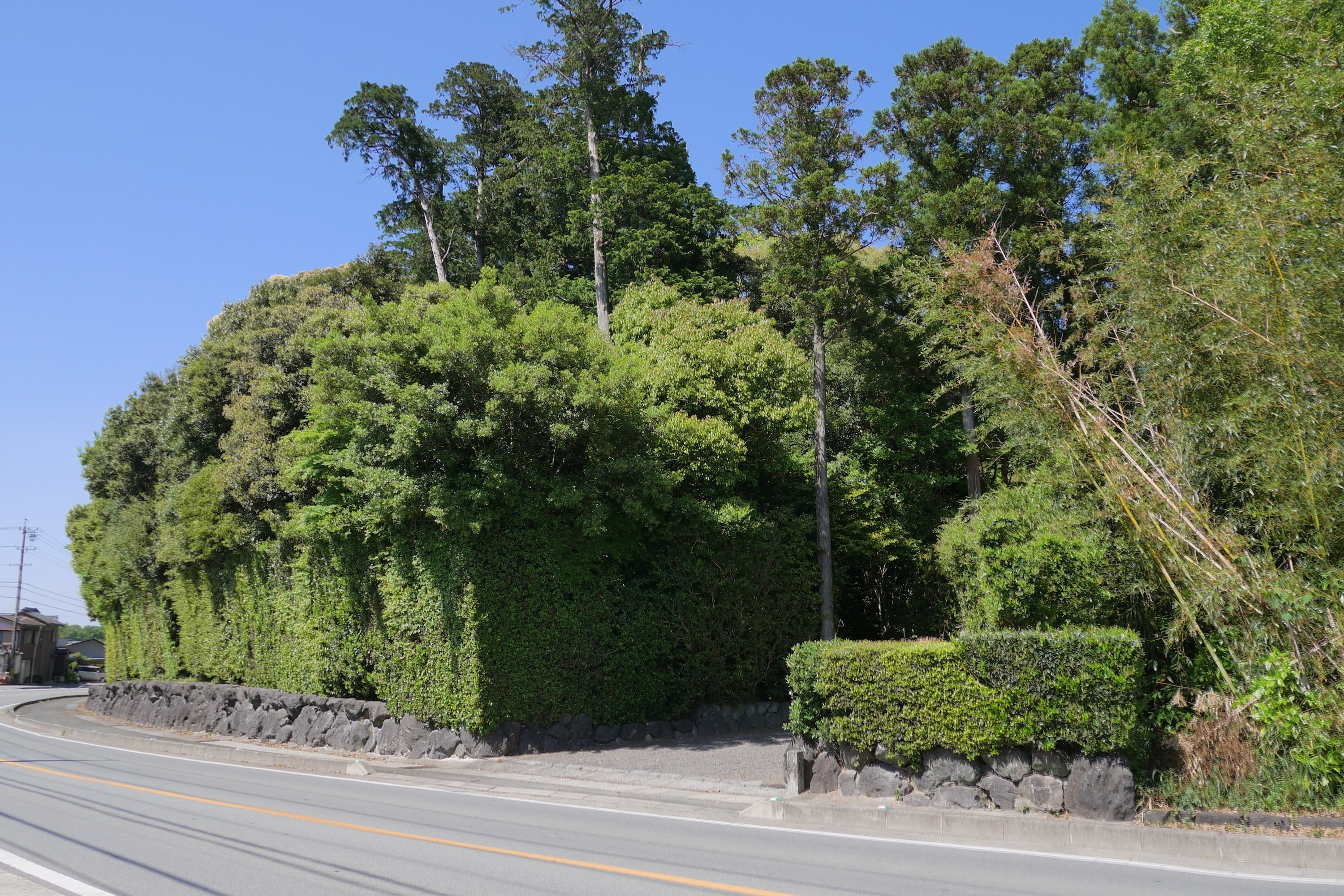
三重県道22号伊勢南島線と園相神社の社叢

伊勢湾台風を耐えたヒノキ・スギ・クロマツの大木を主体とし、サカキ・シイ・クロバイ・ヒサカキなどの常緑広葉樹、落葉広葉樹が混成した社叢が形成されている。

## 周辺
神社の入り口は三重県道22号伊勢南島線に面している。車道沿いにありながら、境内は静寂に満ちている。伊勢市街方面から訪れると、伊勢自動車道の高架をくぐったところにある。
- JR参宮線・近鉄山田線伊勢市駅より三重交通バス乗車、白木バス停下車すぐ[2]（バス乗車距離約7.5km[10]、19分[2]）。
- 伊勢自動車道玉城ICより自動車で約11分（約7.5km）、伊勢西ICより自動車で約27分（約7.3km）。